# Amdy Faye
Amdy Moustapha Faye (*Dakar, Senegal, 12 de marzo de 1977) es un exfutbolista senegalés que militaba como volante.

## Selección nacional
Ha sido internacional con la Selección de fútbol de Senegal, ha jugado 31 partidos internacionales.

## Participaciones en Copas del Mundo
| Mundial                        | Sede                  | Resultado        |
| ------------------------------ | --------------------- | ---------------- |
| Copa Mundial de Fútbol de 2002 | Corea del Sur y Japón | Cuartos de final |

## Clubes
| Club              | País       | Año       |
| ----------------- | ---------- | --------- |
| AJ Auxerre        | Francia    | 1998-2003 |
| Portsmouth FC     | Inglaterra | 2003-2005 |
| Newcastle United  | Inglaterra | 2005-2006 |
| Charlton Athletic | Inglaterra | 2006-2007 |
| Glasgow Rangers   | Escocia    | 2007-2008 |
| Stoke City        | Inglaterra | 2008-2010 |
| Leeds United      | Inglaterra | 2010-2011 |

- Datos: Q460512
- Multimedia: Amdy Faye / Q460512